# Blanche Delacroix
Pour les articles homonymes, voir Delacroix et Vaughan.
Blanche Zélie Joséphine Delacroix, alias Caroline Lacroix dite  la baronne de Vaughan, née à Bucarest le 13 mai 1883 et morte le 12 février 1948 à Cambo-les-Bains, fut la jeune favorite française, puis l'épouse morganatique, du roi Léopold II de Belgique.

## Biographie

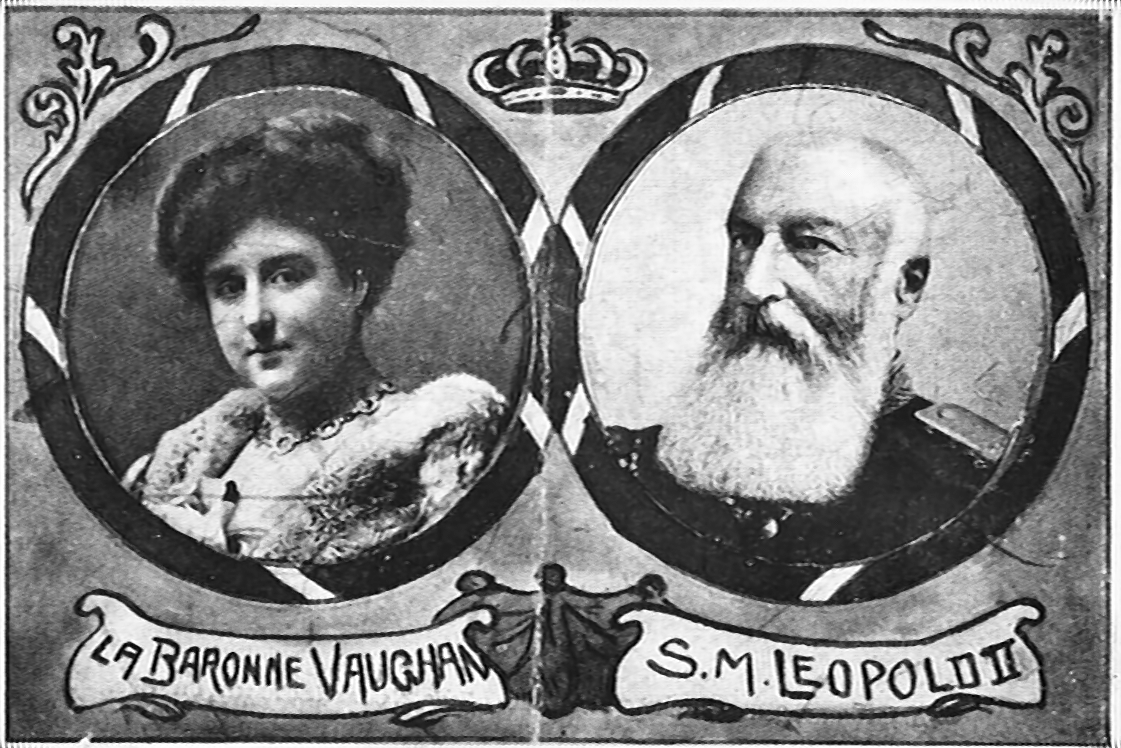
Blanche Delacroix et Léopold II de Belgique.

Blanche Delacroix est la fille et treizième enfant d'un ingénieur civil français, Jules Delacroix, qui est directeur technique d'une société métallurgique franco-roumaine. Il travaille et est installé depuis plusieurs années en Roumanie, où Blanche nait en mai 1883. Lorsque la société métallurgique tombe en faillite, Blanche est confiée à sa sœur Angèle, de vingt ans son aînée, qui vit à Paris.
Parfois décrite comme une aventurière, elle rencontre en 1900, à l'âge de seize ans, dans le hall de l'hôtel Élysée Palace à Paris, le roi des Belges Léopold II, son aîné de quarante-huit ans, alors qu'elle fréquente le capitaine français Antoine Emmanuel Durrieux, flambeur, qui la prostituait, et qu'elle abandonne à la suite de cette rencontre. Deux semaines plus tard, elle part avec le roi en Autriche où ils rencontrent le roi Carol de Roumanie, qui met la reine Marie-Henriette au courant de la nouvelle conquête du roi.
Le roi la comble de cadeaux, comme la villa Les Cèdres à Saint-Jean-Cap-Ferrat, où le monarque avait acquis d'immenses domaines.
À la naissance de leur fils Lucien Philippe Marie Antoine à la villa des Cèdres, le 8 février 1906, il lui donne le titre officieux de baronne de Vaughan, au grand scandale des Belges et de la Cour. Leur fils Philippe Henri Marie François, naît le 16 octobre 1907 au château de Formoy, près de Paris à Longpont-sur-Orge.
Léopold lui offre en 1908 le château de Balincourt à Arronville (Val-d'Oise, à l'époque Seine-et-Oise) qu'il fait restaurer, redécorer et remeubler (par Jansen), et qu'elle revendra en  1915 un million de francs-or à Basil Zaharoff.
Quand la baronne de Vaughan réside à Bruxelles elle dispose également de sa propre résidence, une demeure dorénavant propriété de la famille Buyck.
Le roi épouse religieusement Blanche une première fois à Cap-Ferrat puis une seconde fois à Laeken, trois jours avant sa mort en 1909. Dès la mort du roi, sa fille aînée, Louise, domiciliée à l'époque à Budapest, tente de faire bloquer tous les comptes bancaires et mettre sous scellés tous les immeubles appartenant à "Madame Delacroix dite baronne de Vaughan" (y compris ses domiciles belge et français) afin d'y rechercher des indices d'un éventuel dépassement de la quotité disponible. Déboutée le jour même du décès par le président du tribunal civil de Bruxelles en ce qui concerne la villa Vanderborght près de Laeken, elle est dans un premier temps suivie le lendemain par le tribunal civil de Pontoise pour le château de Balincourt (Seine-et-Oise), et ce n'est qu'en appel sur référé (le juge des référés ayant transmis l'affaire au juge du fond pour être tranchée immédiatement vu l'urgence) que la mainlevée pure et simple des scellés, hors la présence de la princesse Louise, sera ordonnée en vertu d'une disposition commune aux codes civils belge et français et déjà mentionnée par le juge belge.
Le dimanche 2 janvier 1910, un mandement du cardinal archevêque de Malines et apostillé par tous les évêques du Royaume est lu dans toutes les Églises de Belgique. Il déclare que « le mariage religieux du Roi et sa fin profondément chrétienne » donnent « le ferme espoir que Dieu lui a fait miséricorde pour ne plus se ressouvenir que des mérites supérieurs de sa carrière royale ».
Parce qu’elle revoit son ancien amant Antoine Emmanuel Durrieux, on met en doute la paternité du roi de ses deux garçons, Lucien Delacroix-Durrieux (1906-1984, qui recevra en 1909 le titre de courtoisie de duc de Tervuren) et Philippe Delacroix-Durrieux (1907-1914, qui recevra en 1909 le titre de courtoisie de comte de Ravenstein) ; Antoine Emmanuel Durrieux les adopte en 1910 et leur donne son nom ; Blanche et Antoine se marient en 1910 et divorcent en 1913. Philippe meurt de la typhoïde dans leur appartement parisien des Champs-Élysées, autre cadeau du roi des Belges. 
Celle que Léopold aimait appeler Très-Belle s'éteint le 12 février 1948 à Cambo-les-Bains dans les Pyrénées-Atlantiques chez son fils Lucien. Elle est inhumée au cimetière du Père-Lachaise (94e division).